# Max Seliger
Max Seliger, né le 12 mai 1865 à Bublitz, arrondissement de la principauté (de) et mort le 10 mai 1920 à Dresde, est un peintre allemand.

## Biographie
Seliger poursuit ses études à l'école royale d'art et à l'école du Kunstgewerbemuseum, située toutes deux à Berlin. Il est entre autres l'élève de Max Friedrich Koch et enseigne à partir de 1894. Il est nommé directeur de l'académie des arts graphiques et du livre de Leipzig en 1901. Il fonde la première exposition internationale de l'art graphique et du livre à Leipzig en 1914.
Seliger est l'auteur de nombreuses fresques et de mosaïques pour de riches intérieurs de bâtiments officiels, comme le Reichstag, l'église du Golgotha de Berlin dans le faubourg d'Oranienburg et le vestibule de la Deutsche Bücherei (bibliothèque nationale allemande de Leipzig).
Seliger a fréquenté les artistes du groupe de l'école de Goppeln.